# 에디 버틀러
티모시 에드워드 버틀러(Timothy Edward Butler, 1991년 3월 13일 ~ )는 미국의 야구 선수이자, 전 KBO 리그 NC 다이노스의 투수이다.

## 미국 프로야구 시절
2014년에 콜로라도 로키스에 입단하였다.

## 한국 프로야구 시절

### NC 다이노스시절
2019년에 로건 베렛, 왕웨이중을 대체할 투수로 영입되었다.